# DR Ramasjang
DR Ramasjang est une chaîne de télévision publique danoise appartenant à la société DR. Cette chaîne thématique, destinée aux enfants, diffuse des dessins animés, des jeux et de la musique. Elle doit son nom au terme danois ramasjang, qui signifie chahut.

## Historique de la chaîne
Au début des années 2000, le Danemark est un des rares pays nordiques à ne pas avoir développé de chaînes thématiques. En 2005, le groupe public entame une réflexion sur la création de plusieurs chaînes, parmi lesquelles une chaîne culturelle (initialement consacrée uniquement à l'histoire, DR K), une chaîne en haute définition (DR HD) et une chaîne pour enfants, la future Ramasjang.
Au mois de juin 2006, les dirigeants de DR envisagent une diffusion en canal partagé entre la chaîne pour enfants (pendant la journée) et la chaîne culturelle (en soirée). Cette idée est abandonnée peu avant le lancement de la chaîne, qui intervient le 1er novembre 2009.
Le 4 mars 2013, le groupe décide de séparer son offre jeunesse en deux chaînes : DR Ramasjang est désormais destinée aux moins de 7 ans et DR Ultra, créée à l'occasion, aux enfants âgés de 7 à 12 ans.

### Identité visuelle (logo)

Logo de DR Ramasjang de novembre 2009 à janvier 2013
Logo de DR Ramasjang de janvier 2013 à 2017.
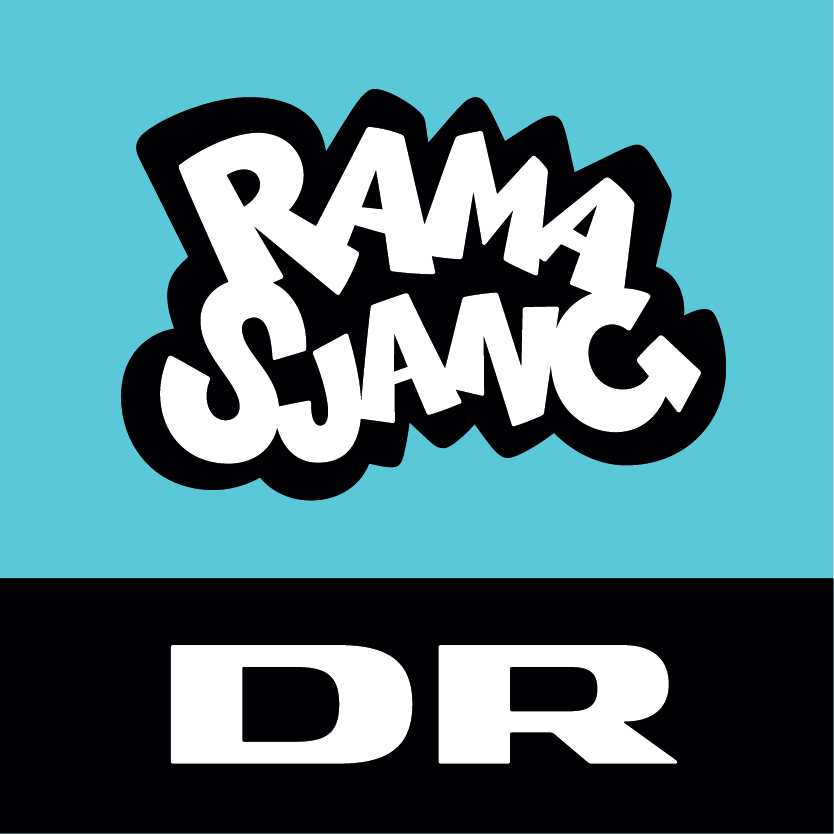
Logo de DR Ramasjang de 2017 au 2 janvier 2020.
Logo de DR Ramasjang depuis le 2 janvier 2020.

## Programmes
De 2006 à 2013, DR Ramasjang vise les 3-10 ans, avec pour cœur de cible les 7-10 ans. Elle émet en semaine de 6 heures du matin à 20 heures 30 (21 heures 30 le vendredi et le samedi). Sa grille des programmes est composée de dessins animés (Lucky Luke, Barbapapa, Tintin, Scooby Doo, Inspecteur Gadget, Dragon Ball Z...), de jeux et de magazines. Elle reprenait également le Concours Eurovision de la chanson junior. 
Depuis l'arrivée de DR Ultra en mars 2013, elle est centrée sur les enfants de moins de 7 ans.

## Diffusion
DR Ramasjang est diffusée sur la télévision numérique terrestre, sur les différents bouquets satellites scandinaves ainsi que sur les réseaux câblés.